# الرجعية العرائس ماجستير (فلم)
الرجعية العرائس ماجستير  (بالإنجليزية: Retro Puppet Master) هو فيلم رعب تم إنتاجه في الولايات المتحدة وصدر في سنة 1999.

## بطولة
- ينبوع الأحلام

## وصلات خارجية
- مقالات تستعمل روابط فنية بلا صلة مع ويكي بيانات

1. ↑  "معلومات عن الرجعية العرائس ماجستير (فيلم) على موقع zweitausendeins.de". zweitausendeins.de. مؤرشف من الأصل في 2019-12-11.
2. ↑  "معلومات عن الرجعية العرائس ماجستير (فيلم) على موقع moviemeter.nl". moviemeter.nl. مؤرشف من الأصل في 2011-04-08.
3. ↑  "معلومات عن الرجعية العرائس ماجستير (فيلم) على موقع netflix.com". netflix.com. مؤرشف من الأصل في 2020-04-18.